# 石介
石介（1005年—1045年），字守道，京東路乾封（今山東泰安）人。師從於孫復，讀書於徂徠山，世稱徂徠先生。著有《徂徠先生全集》、《怪說》。

## 生平
天聖八年（1030年）進士，與歐陽修、蔡襄等同年登科，歷任鄆州觀察推官、南京留守推官等職。因好議時政，作《慶曆聖德頌》，斥權臣夏竦為“大奸”，此诗既出，孙复闻之曰：“介祸始于此矣。”夏竦为之切齿，於是唆使女婢暗中臨摹石介的字跡，偽造石介写给富弼的信，诬告石介私撰废立诏書。石介矢口否認，富弼未及辯誣，先惶恐不已。宋仁宗虽不信此事，但是富弼、范仲淹等皆不自安，先后请求外任。石介自求外放濮州通判，末赴任而卒。當時，徐州孔直溫謀反，事敗被抄家，搜出石介過去與孔直溫的來往書信。夏竦謊說石介詐死，被富弼派往契丹借兵，請開棺验尸。杜衍、呂居簡等數百人保證石介已死，乃免於此難，但累及妻子。
歐陽修說他的文章“博辯雄偉，懮思深遠”。石介推崇韓愈的「道統論」，稱堯、舜、禹、文、武、周、孔之道統，才是“三才九疇五常之道”。其著作《中國論》，是古代中國第一篇專以“中國”為題的著名政治論文，在文章中石介将“夷夏之争”、“儒释之辩”等问题系统化，對文化、道統發出激烈言辭，民族情緒非常激烈，富有内憂外患的意識，顯示了宋代士人思想上對文化思想以及華夷觀念的變化產生了前所未有的焦慮。《怪說》中，以詩詞中缺乏真情實感，指斥當時以楊億為首的西崑體詩詞。

## 《慶曆聖德頌》對宋仁宗慶曆新政的影響
宋仁宗推行慶曆新政，石介因而著《慶曆聖德頌》，全詩七百六十八字，歌頌宋仁宗退奸進賢英明決策，和以范仲淹和歐陽修為代表的革新派忠君報國的形象，而對呂夷簡、夏竦等人則斥之為「邪孽」、「大奸」，深刻揭露了固守派的腐朽墮落，在社會上引起極大反響。
據傳歐陽修等後進讀到此文後歡欣鼓舞，范仲淹卻怒不可遏，看出慶曆新政中雖大批固守派下台，革新派上台，但是固守派的勢力依然強大，此刻要做的就是聯合固守派中態度軟化者，才能壯大強化革新派的實力，然而石介的這篇文章卻擴大打擊面，使固守派人人自危，必然會導致固守派的全面強力反擊，增加推行慶曆新政阻力和難度。

## 歷代名人對石介的評價
- 歐陽修：「雖在畎畝不忘天下之憂」、「能使魯人皆好學。」
- 蘇軾：「堂堂世上文章主，幽幽地下埋今古；直饒泰山高萬丈，爭及徂徠三尺土。」
- 朱熹：「剛介」的有「不動心」的人。「……若非關、洛諸公出來，便是第一等人。」
- 劉概：「生前謗議風霆震，死後文章天地齊。」
- 黃震：「徂徠先生學正識卓，辟邪說，衛正道，上繼韓子以達孟子，真百世之師也」。
- 葉適：「見善明，立志果，殉道重，視身輕」。
- 黃宗羲：宋興八十年，安定胡先生、泰山孫先生、徂徠石先生始以師道明正學，繼而濂、洛興矣。故理學雖至伊洛而精，實自三先生而始，故晦庵（朱熹）有「伊川（二程）不敢忘三先生」之語。
- 張伯行：「富貴不能淫，貧賤不能移，威武不能屈也……，吾於石徂徠先生見之」。
- 全祖望：「泰山第一高座」。
- 徐宗干：「孔、孟之道，闡於程、朱；程、朱之源，開於孫、石」。

## 延伸阅读
[在维基数据编辑]
 《宋史·卷432》，出自脱脱《宋史》